# The Changing of the Guard
The Changing of the Guard este episodul 102 al serialului american Zona crepusculară. A fost difuzat pe 1 iunie 1962 pe CBS.

## Prezentare

### Introducere
| “ | Profesorul Ellis Fowler, o călăuză blândă și erudită a tinerilor, este pe cale să descopere că viața încă are surprize, iar campusul școlii pregătitoare pentru băieți Rock Spring este situată pe o cale directă către o altă instituție, denumită de obicei drept Zona crepusculară. | ” |

### Intriga
Ellis Fowler este profesor de literatură engleză în etate în cadrul Rock Spring School, o școală pregătitoare pentru băieți din Vermont. Acesta este forțat să se pensioneze după 51 de ani la catedră. Copleșit de amintiri, răsfoiește vechile sale anuare și este convins că toate întreaga sa viața sa este lipsită de valoare, iar toate lecțiile predate au fost în zadar.
Profund deprimat, decide să se sinucidă în noaptea de ajun lângă o statuie a celebrului educator Horace Mann⁠(d). Înainte să-și implementeze planul, acesta este chemat înapoi în sala de clasă de sunetul unui clopoțel-fantomă; intrat în clasă, este întâmpinat de spiritele foștilor săi elevi, toți morți, o mare parte din ei pierzându-și viața în mod eroic în timpul războiului
Băieții îi povestesc despre modul în care i-a inspirat să devină oameni mai buni și cât de mult a contat influența sa în viața lor. Unul a primit postum  medalia de onoare pentru operațiunile militare desfășurate la Iwo Jima; altul a murit de leucemie după expunerea la raze X în timpul cercetărilor destinate descoperirii unui tratament pentru cancer, iar un al treilea a murit la Pearl Harbor după ce a salvat 12 oameni. Toate aceste fapte au fost influențate de învățăturile lui Fowler. Impresionat până la lacrimi, acesta aude din nou clopoțelul-fantomă, iar foștii săi elevi dispar. Acceptă decizia de pensionare și este mulțumit că pe parcursul vieții sale a putut să influențeze viața băieților. În ultima scenă, Fowler este colindat de studenții săi în fața casei.

### Concluzie
| “ | Profesorul Ellis Fowler, educator, și-a descoperit tardiv propria valoare. O minusculă lecție școlară din campusul Zonei crepusculare. | ” |

## Distribuție
- Donald Pleasence - profesorul Ellis Fowler
- Liam Sullivan - directorul
- Philippa Bevans -- doamna Landers
- Tom Lowell - Artie Beechcroft
- Russell Horton - Bartlett
- Buddy Hart - Dickie Weiss
- Darryl Richard -Thompson